# Eugen Michalski
Eugen Michalski (rusky Jevgenij Josifovič Michalski, 21. ledna 1897 Letyčiv – 14. října 1937 Kyjev) byl ruský učitel a básník.

## Dílo
Jeho původní díla jsou:
- La unua ondo
- Prologo
- Kantoj de L'amo kaj sopiro
- Du poemoj
- Fajro kuracas – má sociální a třídní obsah.